# Liste von Rehbrunnen
In dieser Liste sind Rehbrunnen aufgeführt, also Brunnen im öffentlichen Raum, die Rehe zum Thema haben.

## Rehbrunnen

### Deutschland
| Bezeichnung                       | Bild           | Standort                                             | Künstler                         | Errichtung Einweihung | Weitere Informationen                         |
| --------------------------------- | -------------- | ---------------------------------------------------- | -------------------------------- | --------------------- | --------------------------------------------- |
| Rehbrunnen (Bremen)               | weitere Bilder | Bremen, in den Wallanlagen (Lage)                    | Ernst Gorsemann                  | 1933 / 1949           | siehe auch Liste der Brunnen der Stadt Bremen |
| Rehbrunnen (Freiburg im Breisgau) | weitere Bilder | Freiburg im Breisgau, im Freiburger Stadtwald (Lage) | Ludwig Kubanek/Brenzinger & Cie. |                       |                                               |
| Rehbrunnen (München)              | weitere Bilder | München, Schyrenplatz                                | Bichler und Goßner               | 1927                  | siehe auch Liste Münchner Brunnen             |

### Weitere
| Bezeichnung       | Bild           | Standort                       | Künstler       | Errichtung Einweihung | Weitere Informationen |
| ----------------- | -------------- | ------------------------------ | -------------- | --------------------- | --------------------- |
| Rehbrunnen (Bern) | weitere Bilder | Bern, Bern-Stapfenacker (Lage) | Walter Schnegg | 1946                  |                       |
| Bambibrunnen      | weitere Bilder | Zürich (Lage)                  | Arnold Huggler | 1931                  |                       |